# Muriel Vanderbilt
Muriel Vanderbilt (1900-1972) est une personnalité mondaine et propriétaire de chevaux, membre de la famille Vanderbilt.

## Biographie
Fille de William Kissam Vanderbilt II (1878-1944) et de Virginia Graham Fair (en), elle épouse successivement Frederic Cameron Church, Jr. (en), Henry Delafield Phelps et John Payson Adams.